# Islamische Dschihad-Union

Flagge der IJU

Die Islamische Dschihad-Union (Islamic Jihad Union, IJU; auch Islamic Jihad Group, IJG) ist eine militante islamistische Organisation, die 2002 als eine Splittergruppe der Islamischen Bewegung Usbekistans bzw. Islamic Movement of Uzbekistan (IMU) gegründet wurde. Die Gruppe hat ihr Hauptquartier in Nordwasiristan, einer Bergregion im Nordwesten Pakistans im Grenzgebiet zu Afghanistan, und steht sowohl der Al-Qaida als auch den Taliban nahe.

## Aktivitäten und Einschätzungen
In Deutschland wird die IJU von den Sicherheitsbehörden unterschiedlich eingeschätzt. Benno Köpfer vom Verfassungsschutz Baden-Württemberg bezweifelt die Existenz der IJU. Andererseits soll die IJU eine Splittergruppe der Islamischen Bewegung Usbekistan (IBU) sein, verbunden mit dem Terrornetzwerk al-Qaida.
Nach Angaben des Bundesinnenministeriums hat sich die IJU in einem nicht weiter bezeichneten Internetauftritt zu geplanten Anschlägen in Deutschland bekannt, die so eine Schließung des Luftwaffenstützpunkts Termez in Usbekistan erreichen wollte. Allerdings gibt es zu wenig IJU-Material, um die Echtheit des Bekennerschreibens eindeutig zu bestätigen.
Drei mutmaßliche Terroristen, die am 4. September 2007 in Oberschledorn festgenommen wurden („Sauerland-Gruppe“), sollten diese Anschläge mit ausführen. Sie waren angeblich 2006 in einem Terrorcamp in Pakistan und Besucher des Islamischen Informationszentrums (IIZ) in Ulm. Zwei der drei mutmaßlichen Terroristen sind deutsche Konvertiten zum Islam, womit es sich in diesem Fall nicht um „importierten“, sondern „hausgemachten“ Terrorismus handelt.
Das US-Außenministerium setzte im Jahre 2007 die IJU auf seine Liste ausländischer Terrorgruppen.
Laut einem Bericht des Sicherheitsrats der Vereinten Nationen vom Juli 2019 hat die Islamische Dschihad-Union im Bürgerkrieg in Syrien unter der Kontrolle der syrischen Dschihadistengruppe Hayat Tahrir asch-Scham („Komitee zur Befreiung der Levante“) operiert.

## Mögliche Unterwanderung der Gruppe durch Nachrichtendienste
Der usbekische Überläufer Ikrom Yakubov erklärte im ARD-Magazin Monitor vom 25. September 2008, die Islamische Jihad Union sei vom usbekischen Geheimdienst gegründet worden. Die Regierung Islam Karimov habe Terroranschläge im eigenen Land selbst organisiert, um sich dem Westen gegenüber als wichtiger Partner in der Anti-Terror-Koalition zu empfehlen.
Außerdem berichtete der Spiegel am 6. September 2008 von einer möglichen nachrichtendienstlichen Unterwanderung der Gruppierung:

„Die Terrororganisation IJU ist nach SPIEGEL-Informationen schon früh von Geheimdiensten und der Polizei unterwandert worden. So fand die Lieferung von 26 militärischen Zündern an die sogenannte Sauerland-Gruppe um Fritz Gelowicz im August 2007 unter den Augen der CIA und eines türkischen Geheimdienstes statt.“

Nach Informationen des Stern vom 4. Februar 2009 ermittelt das BKA gegen einen Kontaktmann des türkischen Geheimdienstes MIT und der amerikanischen CIA, der maßgeblich an der Beschaffung der Zünder beteiligt gewesen sein soll.
Nach Einschätzung des ehemaligen britischen Botschafters in Usbekistan Craig Murray existiert die Gruppe entweder gar nicht oder es handele sich um eine vom usbekischen Geheimdienst gesteuerte Gruppe „nützlicher Idioten“, wobei Murray als Quelle umstritten ist. Nachdem die britische Regierung ihn wegen nicht regierungskonformen Handelns von seinem Botschafterposten abgezogen hatte, verfasste Murray ein Buch mit dem Titel Murder in Samarkand: A British Ambassador’s Controversial Defiance of Tyranny in the War on Terror.